# Huỳnh Nghĩ
Huỳnh Nghĩ (sinh năm 1930)  là một sĩ quan cấp cao trong Quân đội nhân dân Việt Nam, hàm Thiếu tướng, Giáo sư, Tiến sĩ, Nhà giáo Nhân dân, Nguyên Phó Giám đốc Học viện Lục quân (1990-2000).

## Thân thế và sự nghiệp
- Ông sinh ngày 20 tháng 2 năm 1930 tại phường Tam Quan Bắc, thị xã Hoài Nhơn, tỉnh Bình Định.
- Năm 1950, tham gia cách mạng, trong Kháng chiến chống Pháp, ông chiến đấu trên chiến trường Liên khu 5.
- Từ năm 1950 đến năm 1964, ông trưởng thành từ chiến sĩ cho tới tham mưu trưởng tiểu đoàn thuộc Trung đoàn 812.
- Năm 1964, ông vào Chiến trường Tây Nguyên (B3) chiến đấu trong đội hình Trung đoàn 320, lần lượt giữ các chức vụ: Trưởng ban Tác chiến, Tham mưu trưởng
- Năm 1972 là Trung đoàn trưởng Trung đoàn 95 Tây Nguyên.
- Năm 1974 là Trưởng phòng Quân huấn Quân đoàn 3
- Năm 1979 là Hiệu trưởng Trường Quân chính Quân đoàn 3
- Năm 1980 là Trưởng khoa Nghệ thuật chiến dịch Học viện Lục quân.
- Năm 1990, thăng quân hàm Thiếu tướng, bổ nhiệm giữ chức vụ Phó Giám đốc Học viện Lục quân.
- Năm 2000, nghỉ hưu.
- Thiếu tướng (1994), Tiến sĩ (1990), Giáo sư (1996), Nhà giáo Nhân dân (1997)

## Khen thưởng
- Huân chương Độc lập hạng Nhì
- Huân chương Kháng chiến (chống Pháp) hạng Nhì
- Huân chương Kháng chiến chống Mỹ cứu nước hạng Nhất
- Huân chương Quân công (hạng Nhất, Nhì, Ba)
- Huân chương Chiến sĩ vẻ vang (hạng Nhất, Nhì, Ba)
- Huy chương Quân kỳ quyết thắng
- Huy chương Vì sự nghiệp Khoa học Giáo dục
- Huy hiệu 50 năm tuổi Đảng

## Hoạt động khi về hưu
Cho đến khi về hưu, Thiếu tướng Huỳnh Nghĩ đã chủ biên 4 công trình cấp Bộ Quốc phòng, xuất bản sáu cuốn sách bao gồm: 
- Buôn Mê Thuột - trận đánh lịch sử  (đã dịch ra tiếng Anh)
- Lịch sử Hoài Nhơn, Tam Quan truyền thống đấu tranh Cách mạng
- Chiến dịch Tây Nguyên năm 1975
- Chiến dịch đường 9 Nam Lào năm 1971
- Chiến dịch Plei Me năm 1965
- Chiến dịch Đắc Tô năm 1967.